# Okemah (Oklahoma)
Okemah település az Amerikai Egyesült Államok Oklahoma államában, Okfuskee megyében, melynek megyeszékhelye is. Lakosainak száma 3074 fő (2020. április 1.).

## Népesség
A település népességének változása:

| 2010 | 3 223 |
| 2020 | 3 074 |